# Tanzanias president
Tanzanias president (engelska: President of Tanzania; swahili: Rais wa Tanzania), formellt (engelska: President of United Republic of Tanzania; swahili: Rais wa Jamhuri ya Muungano wa Tanzania), är landets stats- och regeringschef samt ämbetet som utövar den högsta verkställande makten.
Presidenten är folkvald och mandatperioden är på 5 år. Från 1992 är högst två mandatperioder tillåtna. Tanganyika och Zanzibar bildade 1964 en unionsstat som fick namnet Tanzania.  
Samia Suluhu är Tanzanias president sedan John Magufulis död 2021.

## Bakgrund
Tanganyika och Zanzibar var brittiska kolonier som erhöll självständighet från Storbritannien 1961 respektive 1963. Tanganyika och Zanzibar bildade 1964 en unionsstat som fick namnet Tanzania.

## Roll och funktion
Presidenten är folkvald och mandatperioden är på 5 år. Sedan 1992 är vederbörande begränsad till att inneha ämbetet under högst två mandatperioder, oavsett om de följer efter varandra eller inte.
Presidentämbetet är starkt och denne tillsätter regeringen, utnämner myndighetschefer och domare samt fattar beslut om de högsta beslutsfattande positionerna i regioner och distrikt.
Presidenten har även rollen som högste befälhavare över Tanzanias väpnade styrkor.
- Tanzanias vicepresident biträder presidenten i ämbetsutövningen samt fungerar som tillförordnad president när presidenten befinner sig utomlands.[1] Om presidenten avlider under en mandatperiod övertar Tanzanias vicepresident ämbetet under återstoden av mandatperioden.
- Tanzanias premiärminister utses av presidenten bland ledamöterna i Nationalförsamlingen och premiärminister leder och samordnar den dagliga verksamheten inom regeringen och de olika ministrarnas portföljer.[1]

## Tanzanias presidenter från 1964
| Nr | Bild | Namn                               | Tillträde        | Avgång           | Not                 |
| -- | ---- | ---------------------------------- | ---------------- | ---------------- | ------------------- |
| 1. |      | Julius Nyerere (1922–1999)         | 29 oktober 1964  | 5 november 1985  | [ 5 ] [ 6 ]         |
| 2. |      | Ali Hassan Mwinyi (1925–2024)      | 5 november 1985  | 23 november 1995 | [ 5 ] [ 7 ]         |
| 3. |      | Benjamin William Mkapa (1938–2020) | 23 november 1995 | 21 december 2005 | [ 5 ] [ 8 ]         |
| 4. |      | Jakaya Mrisho Kikwete (född 1950)  | 21 december 2005 | 5 november 2015  | [ 5 ] [ 9 ]         |
| 5. |      | John Magufuli (1959–2021)          | 5 november 2015  | 17 mars 2021     | [ 5 ] [ 10 ] [ 11 ] |
| 6. |      | Samia Suluhu (född 1960)           | 19 mars 2021     | sittande         | [ 12 ] [ 2 ]        |